# Lochmaeocles congener
Lochmaeocles congener är en skalbaggsart som först beskrevs av Thomson 1868.  Lochmaeocles congener ingår i släktet Lochmaeocles och familjen långhorningar. Inga underarter finns listade i Catalogue of Life.